# Hödingen (Oebisfelde-Weferlingen)
Hödingen ist ein Ortsteil der Stadt Oebisfelde-Weferlingen im Landkreis Börde in Sachsen-Anhalt.

## Geografie
Hödingen liegt rund 4,5 km südöstlich von Weferlingen zwischen Lappwald und Drömling. Zur Ortschaft gehört der Hödinger Wald, in dem die Wüstung Nievoldhagen liegt.

## Geschichte
Im Jahr 1910 lebten 620 Einwohner in Hödingen.
Von 1994 bis zum 1. Januar 2005 gehörte Hödingen zur Verwaltungsgemeinschaft Weferlingen, von 2005 bis zum 31. Dezember 2009 zur Verwaltungsgemeinschaft Flechtingen.
Durch einen Gebietsänderungsvereinbarung beschlossen die Gemeinderäte der Gemeinden Stadt Oebisfelde (am 27. Mai 2009), Bösdorf (am 26. Mai 2009), Eickendorf (am 28. Mai 2009), Etingen (am 26. Mai 2009), Kathendorf (am 19. Mai 2009), Rätzlingen (am 27. Mai 2009), Eschenrode (am 28. Mai 2009), Döhren (am 28. Mai 2009), Hödingen (am 20. Mai 2009), Hörsingen (am 27. Mai 2009), Schwanefeld (am 25. Mai 2009), Seggerde (am 26. Juni 2009), Siestedt (am 28. Mai 2009), Walbeck (am 28. Mai 2009) und der Flecken Weferlingen (am 19. Mai 2009), dass ihre Gemeinden aufgelöst und zu einer neuen Stadt Oebisfelde-Weferlingen vereinigt werden. Dieser Vertrag wurde vom Landkreis als unterer Kommunalaufsichtsbehörde genehmigt und trat am 1. Januar 2010 in Kraft.
Nach Umsetzung der Vereinigungsvereinbarung der bisher selbstständigen Gemeinde Hödingen wurde Hödingen Ortsteil der neuen Stadt Oebisfelde-Weferlingen. Für die eingeflossene Gemeinde wurde die Ortschaftsverfassung nach den §§ 86 ff. Gemeindeordnung Sachsen-Anhalt eingeführt. Die aufgenommene Gemeinde Hödingen und künftige Ortsteil Hödingen wurde zur Ortschaft der neuen Stadt Oebisfelde-Weferlingen. In der eingeflossenen Gemeinde und nunmehrigen Ortschaft Hödingen wurde ein Ortschaftsrat mit acht Mitgliedern einschließlich Ortsbürgermeister gebildet.

## Politik
Der ehrenamtliche Bürgermeister Heinrich Könnecke war vom 1. August 2004 bis zum 31. Dezember 2009 im Amt und ist seitdem Ortschaftsbürgermeister.

### Ortschaftsrat
Laut der letzten Kommunalwahl am 7. Juni 2009 hatte der Gemeinderat acht Mitglieder. Aufgrund der Stadtgründung von Oebisfelde-Weferlingen wurde der Gemeinderat automatisch zum Ortschaftsrat. Die Wahlbeteiligung lag bei 46,9 %. Die Wahl brachte folgendes Ergebnis:
|  | Wählergruppen | 8 Sitze | (100,0 %) |

2014 wurde ein Ortschaftsrat mit vier Mitgliedern gewählt, ein Sitz blieb unbesetzt. Daneben gehört der Ortsbürgermeister als Vorsitzender dem Ortschaftsrat an.

### Wappen
Das Wappen wurde am 27. Oktober 2009 durch den Landkreis genehmigt.
Blasonierung: „Gespalten von Gold und Grün; vorn eine rote Kirche vom Kirchenschiff her in Richtung Turm gesehen mit einem geschlossenen zweiflügeligen Eingangsportal im Schiff und zwei Fensteröffnungen oberhalb eines runden Durchbruchs im spitzbedachten Turm, hinten auf goldenem Berg eine silberne Linde.“
Das Wappen wurde vom Magdeburger Kommunalheraldiker Jörg Mantzsch gestaltet.

### Flagge
Die Flagge ist Rot - Gelb (1:1) gestreift (Querform: Streifen waagerecht verlaufend, Längsform: Streifen senkrecht verlaufend) und mittig mit dem Wappen belegt.

## Kultur und Sehenswürdigkeiten
Hödingen hat einen Männergesangverein, der auf eine lange Tradition zurückblicken kann.

### Bauwerke
In Hödingen sind die Mühlenruine auf dem Ringelsberg, eine Feldsteinkirche, mehrere Fachwerkhäuser und viele Gebäude mit roten Sandstein anzufinden.

## Wirtschaft und Infrastruktur

### Verkehr
Hödingen liegt an der ausschließlich im Güterverkehr befahrenen Bahnstrecke Haldensleben–Weferlingen.
Zur Bundesstraße 1, die Braunschweig mit Berlin verbindet, sind es in südlicher Richtung rund zwölf Kilometer. Die Bundesautobahn 2 (Anschlussstelle Alleringersleben) wird nach 14 Kilometern erreicht.